# 周嘉洛
周嘉洛（英語：Kalok Chow Ka Lok，1995年10月7日—），香港男演員及主持，現為無綫電視經理人合約藝員，於《萬千星輝頒獎典禮2019》中以24歲之齡憑《愛·回家之開心速遞》「金城安」一角，成為歷屆最年輕的「最佳男配角」得主，並於《萬千星輝頒獎典禮2022》以27歲之齡憑《痞子殿下》「紀威」一角，成為歷屆最年輕的「最受歡迎電視男角色」得主。

## 個人經歷
周嘉洛有一姊一妹，曾就讀東涌嗇色園主辦可譽中學暨可譽小學，小學三年級時受到當年校內劇社老師影響，而立志將來成為演員，並連續三年奪得香港學校戲劇節「傑出演員獎」。他完成該校中三課程便赴澳洲 Henley High School 留學，後來因為家庭經濟問題和自己求學意慾不高，所以沒有入讀當地大學，選擇回港從事半年兼職工作。2015年，其胞姊見無綫電視招募演員，遂叫他嘗試申請，結果成功加入第28期藝員訓練班。2016年，他參與該台處境劇《愛·回家之八時入席》，飾演「余日潼」一角而開始為人認識。
2017年，周嘉洛在另一處境劇《愛·回家之開心速遞》中，飾演熊家廢青「金城安」，演出再次受觀眾注目和讚賞，並在兩個全民投票網上電視界頒獎典禮獲得多項提名，包括《觀眾在民間電視大奬2018》「民選最佳男配角」及「民選飛躍進步男藝員」、《2018香港電視大獎》「男配角獎（劇集）」及「新人獎」。2019年，他憑相同角色在《萬千星輝頒獎典禮2019》以24歲之齡奪得「最佳男配角」獎，同時獲得「最受歡迎電視男角色」、「飛躍進步男藝員」及「最受歡迎電視拍檔（與吳偉豪）」三項提名。
2021年4月，周嘉洛被謠傳獲無綫電視捧為「千禧五虎」之一，但沒有得到官方承認；同年首度主演無綫古裝劇《痞子殿下》而暫別《愛·回家之開心速遞》。2022年2月，他在電視廣播城工作期間染上2019冠狀病毒病後在家休養，三星期後痊癒復工。同年7月，他在劇集《回歸》飾演「區家健」一角。8月，周嘉洛首度擔任男主角的劇集《痞子殿下》播出。因《痞子殿下》與陳瀅傳出緋聞，但他澄清和陳瀅只是好朋友。他憑《痞子殿下》「紀威」一角在《萬千星輝頒獎典禮2022》以27歲之齡獲得「最受歡迎電視男角色」獎，同時與陳瀅、JW王灝兒、朱敏瀚及張頴康獲得「最受歡迎電視拍檔」獎，另外亦首度入圍「最佳男主角」最後五強。
2023年，周嘉洛憑《寵愛Pet Pet》「汪聲仁」入圍《萬千星輝頒獎典禮2023》「最佳男主角」最後十強，並入圍「大灣區最喜愛TVB男主角」及「馬來西亞最喜愛TVB男主角」。

## 演出作品

### 電視劇
| 首播       | 劇名               | 角色                   |
| 無綫電視   |                    |                        |
| 2015年     | 愛·回家            | 伴 郎                  |
| 2015年     | 愛·回家            | 利樂童同學             |
| 2016年     | 愛·回家之八時入席  | 余日潼                 |
| 2016年     | 廉政行動2016       | 捉賊路人               |
| 2016年     | 火線下的江湖大佬   | 古惑仔                 |
| 2016年     | 純熟意外           | 衙 差                  |
| 2016年     | 純熟意外           | 飛 仔                  |
| 2016年     | 一屋老友記         | 客 人                  |
| 2016年     | 完美叛侶           | 街頭表演者             |
| 2016年     | 超能老豆           | 籃球隊隊員             |
| 2016年     | 城寨英雄           | 城寨街坊               |
| 2016年     | 律政強人           | 警 員                  |
| 2016年     | 巨輪II             | 手 下                  |
| 2016年     | 幕後玩家           | 客 人                  |
| 2016年     | 幕後玩家           | 侍 應                  |
| 2017年至今 | 愛·回家之開心速遞  | 金城安（安仔）         |
| 2017年     | 味想天開           | 波斯使者               |
| 2017年     | 財神駕到           | 路 人                  |
| 2017年     | 財神駕到           | 舞會賓客               |
| 2017年     | 乘勝狙擊           | 林磊手下               |
| 2017年     | 迷                 | 警 員                  |
| 2017年     | 與諜同謀           | 侍 應                  |
| 2017年     | 全職沒女           | 兄 弟                  |
| 2017年     | 踩過界             | 食 客                  |
| 2017年     | 同盟               | 金天手下               |
| 2017年     | 雜警奇兵           | 孟虎手下               |
| 2017年     | 降魔的             | 佳爺手下               |
| 2017年     | 誇世代             | 古惑仔                 |
| 2017年     | 誇世代             | 鄧家朗                 |
| 2018年     | 三個女人一個「因」 | 利物浦足球會球迷       |
| 2018年     | 跳躍生命線         | 波友甲（第4集）        |
| 2018年     | 是咁的，法官閣下   | 湯軍瑤                 |
| 2019年     | 街坊財爺           | 霖                     |
| 2022年     | 神奇的燈泡         | 周港康                 |
| 2022年     | 回歸               | 區家健                 |
| 2022年     | 痞子殿下           | 紀 威（阿四）          |
| 2023年     | 新四十二章         | 柯建寧（柯仔）         |
| 2023年     | 寵愛Pet Pet        | 汪聲仁（Golden）       |
| 2023年     | 羅密歐與祝英台     | 羅密歐                 |
| 2025年     | 痞子無間道         | 費 仁/戴飛/秦思春/掗拃 |
| 未播映     | 武林               | 聶飛雲                 |
| 未播映     | 正義女神 Themis    | 鄭邵文                 |
| 邵氏兄弟   |                    |                        |
| 2022年     | 飛虎之壯志英雄     | 張偉樺（青年）         |

### 綜藝節目
| 首播     | 節目名                   | 備註                                          |
| 無綫電視 |                          |                                               |
| 2017年   | 最緊要好玩               | 演出                                          |
| 2020年   | 萬千星輝頒獎典禮2019     | 得獎嘉賓                                      |
| 2020年   | 萬千星輝頒獎典禮王者駕到 | 得獎嘉賓                                      |
| 2022年   | 思家大戰 (第二季)        | 嘉賓 (與王灝兒、陳瀅、張頴康、朱敏瀚)         |
| 2023年   | 萬千星輝頒獎典禮2022     | 得獎嘉賓                                      |
| 2023年   | 獎門人開心Party感謝祭    | 嘉賓 (與林夏薇、徐榮、黃子恆、古佩玲、何沛珈) |
| 2023年   | 思家大戰 (第三季)        | 嘉賓 (與林夏薇、徐榮、姜大衛、古佩玲)         |
| 2023年   | 約埋班Friend去旅行       |                                               |
| 2023年   | 獎門人台慶感謝祭         |                                               |
| 2023年   | 善心滿載仁愛堂           |                                               |

### 主持節目
| 首播     | 節目名                              | 備註                                 |
| 無綫電視 |                                     |                                      |
| 2021年   | We Miss Hong Kong香港小姐競選準決賽 | 與錢嘉樂、吳偉豪、丁子朗及黃庭鋒合作 |
| 2021年   | 2021香港小姐競選決賽                | 與鄭裕玲、錢嘉樂、陳凱琳、丁子朗合作 |
| 2022年   | 2022年度香港小姐競選                | 與另外十三位主持人合作               |
| 2025年   | Grand住去利物浦                     | 與高海寧、黃庭鋒合作                 |

## 音樂作品

### 歌曲
| 年份   | 歌名           | 備註                        |
| 2019年 | 《開心速遞》   | 《愛·回家之開心速遞》主題曲 |
| 2022年 | 《我就是主角》 | 《痞子殿下》主題曲          |

## 曾獲獎項與提名
| 年份   | 頒獎典禮                    | 獎項                    | 作品                                     | 角色                                                               | 結果                                                                   |
| 2017年 | 《2017香港電視大獎》        | 新人獎                  | 《愛·回家之開心速遞》                    | 金城安                                                             | 提名                                                                   |
| 2018年 | 《2018香港電視大獎》        | 新人獎                  | 《愛·回家之開心速遞》                    | 金城安                                                             | 提名                                                                   |
| 2018年 | 《2018香港電視大獎》        | 男配角獎（劇集）        | 《愛·回家之開心速遞》                    | 金城安                                                             | 提名                                                                   |
| 2018年 | 《觀眾在民間電視大奬2018》  | 民選最佳男配角          | 《愛·回家之開心速遞》                    | 金城安                                                             | 最後五強                                                               |
| 2018年 | 《觀眾在民間電視大奬2018》  | 民選飛躍進步男藝員      | 《愛·回家之開心速遞》                    | 金城安                                                             | 提名                                                                   |
| 2018年 | 《觀眾在民間電視大奬2018》  | 民選最佳戲劇拍檔        | 《愛·回家之開心速遞》                    | 金城安、朱凌凌、陳佰強、艾頓壯                                     | 與吳偉豪、馮奕森及焦浩軒獲提名                                         |
| 2019年 | 《萬千星輝頒獎典禮2019》    | 最受歡迎電視男角色      | 《愛·回家之開心速遞》                    | 金城安                                                             | 提名                                                                   |
| 2019年 | 《萬千星輝頒獎典禮2019》    | 最佳男配角              | 《愛·回家之開心速遞》                    | 金城安                                                             | 獲獎                                                                   |
| 2019年 | 《萬千星輝頒獎典禮2019》    | 飛躍進步男藝員          | 《街坊財爺》                             | 霖                                                                 | 提名                                                                   |
| 2019年 | 《萬千星輝頒獎典禮2019》    | 飛躍進步男藝員          | 《愛·回家之開心速遞》                    | 金城安                                                             | 提名                                                                   |
| 2019年 | 《萬千星輝頒獎典禮2019》    | 最受歡迎電視拍檔        | 《愛·回家之開心速遞》                    | 金城安、朱凌凌                                                     | 與吳偉豪獲提名                                                         |
| 2019年 | 《萬千星輝頒獎典禮2019》    | 最受歡迎電視歌曲        | “開心速遞” (《愛·回家之開心速遞》主題曲) | 不適用                                                             | 與一家人獲提名                                                         |
| 2020年 | 《萬千星輝頒獎典禮2020》    | 萬千光輝演藝大獎        | 金城安《愛·回家之開心速遞》              | 不適用                                                             | 與《愛·回家之開心速遞》台前幕後獲獎                                    |
| 2021年 | 《萬千星輝頒獎典禮2021》    | 最受歡迎電視男角色      | 金城安《愛·回家之開心速遞》              | 金城安                                                             | 最後五強                                                               |
| 2021年 | 《萬千星輝頒獎典禮2021》    | 最佳男主持              | 《2021年度香港小姐競選》                 | 不適用                                                             | 提名                                                                   |
| 2021年 | 《萬千星輝頒獎典禮2021》    | 最受歡迎電視拍檔        | 《愛·回家之開心速遞》                    | 金城安、朱凌凌、艾頓壯、邳 鈞、阿 叢、阿 梓、熊心如、譚育英、Candy | 與吳偉豪、焦浩軒、吳卓衡、林浩文、羅永健、蘇韻姿、林凱恩、葉蒨文獲提名 |
| 2022年 | 《萬千星輝頒獎典禮2022》    | 最佳男主角              | 《神奇的燈泡》                           | 周港康                                                             | 提名                                                                   |
| 2022年 | 《萬千星輝頒獎典禮2022》    | 最佳男主角              | 《痞子殿下》                             | 紀 威                                                              | 最後五強                                                               |
| 2022年 | 《萬千星輝頒獎典禮2022》    | 最受歡迎電視男角色      | 《神奇的燈泡》                           | 周港康                                                             | 提名                                                                   |
| 2022年 | 《萬千星輝頒獎典禮2022》    | 最受歡迎電視男角色      | 《回歸》                                 | 區家健                                                             | 提名                                                                   |
| 2022年 | 《萬千星輝頒獎典禮2022》    | 最受歡迎電視男角色      | 《痞子殿下》                             | 紀 威                                                              | 獲獎                                                                   |
| 2022年 | 《萬千星輝頒獎典禮2022》    | 最佳男配角              | 《回歸》                                 | 區家健                                                             | 提名                                                                   |
| 2022年 | 《萬千星輝頒獎典禮2022》    | 最受歡迎電視歌曲        | 《我就是主角》 (《痞子殿下》主題曲)      | 不適用                                                             | 提名                                                                   |
| 2022年 | 《萬千星輝頒獎典禮2022》    | 最受歡迎電視拍檔        | 《回歸》                                 | 區家健、區家謙、張 萊、安若彤                                      | 與吳偉豪、戴祖儀、游嘉欣獲提名                                         |
| 2022年 | 《萬千星輝頒獎典禮2022》    | 最受歡迎電視拍檔        | 《痞子殿下》                             | 紀 威、納克溫柔、霍小妹、裘千刀、范壯龍                            | 與陳瀅、JW王灝兒、朱敏瀚、張穎康獲獎                                   |
| 2022年 | 《萬千星輝頒獎典禮2022》    | 馬來西亞最喜愛TVB男主角 | 《神奇的燈泡》                           | 周港康                                                             | 提名                                                                   |
| 2022年 | 《萬千星輝頒獎典禮2022》    | 馬來西亞最喜愛TVB男主角 | 《痞子殿下》                             | 紀 威                                                              | 最後十強                                                               |
| 2022年 | 《Yahoo! 搜尋人氣大獎2022》 | 熱搜本地男女藝人或組合  | 不適用                                   | 頭100位                                                            |                                                                        |
| 2022年 | 《AEG 娛樂人氣王2022》      | 最佳CP組合              | 《痞子殿下》                             | 紀 威、納克溫柔                                                    | 與陳瀅獲獎                                                             |
| 2022年 | 《觀眾在民間電視大奬2022》  | 民選最佳男主角          | 《痞子殿下》                             | 紀 威                                                              | 提名                                                                   |
| 2023年 | 《萬千星輝頒獎典禮2023》    | 最佳男主角              | 新四十二章                               | 柯建寧                                                             | 提名                                                                   |
| 2023年 | 《萬千星輝頒獎典禮2023》    | 最佳男主角              | 《寵愛Pet Pet》                          | 汪聲仁                                                             | 最後十強                                                               |
| 2023年 | 《萬千星輝頒獎典禮2023》    | 大灣區最喜愛TVB男主角   | 《寵愛Pet Pet》                          | 汪聲仁                                                             | 提名                                                                   |
| 2023年 | 《萬千星輝頒獎典禮2023》    | 馬來西亞最喜愛TVB男主角 | 《寵愛Pet Pet》                          | 汪聲仁                                                             | 提名                                                                   |
| 2023年 | 《萬千星輝頒獎典禮2023》    | 馬來西亞最喜愛TVB男主角 | 新四十二章                               | 柯建寧                                                             | 提名                                                                   |
| 2024年 | 《2024亞洲影藝創意大獎》    | 最佳喜劇演員            | 《寵愛Pet Pet》                          | 汪聲仁                                                             | 香港區冠軍                                                             |

## 外部連結
- 周嘉洛的Instagram帳戶
- 周嘉洛的新浪微博
- Kalok Chow的Facebook專頁